# اگوست تولوموش
اُگوست تولوموش (فرانسوی: Auguste Toulmouche‎; ۲۱ سپتامبر ۱۸۲۹ – ۱۶ اکتبر ۱۸۹۰) نقاش اهل فرانسه بود که به خاطر کشیدن پرترههای لوکس از زنان پاریسی مشهور است و برندهٔ جوایزی همچون نشان لژیون دونور (شوالیه) شده‌است.

## نگارخانه

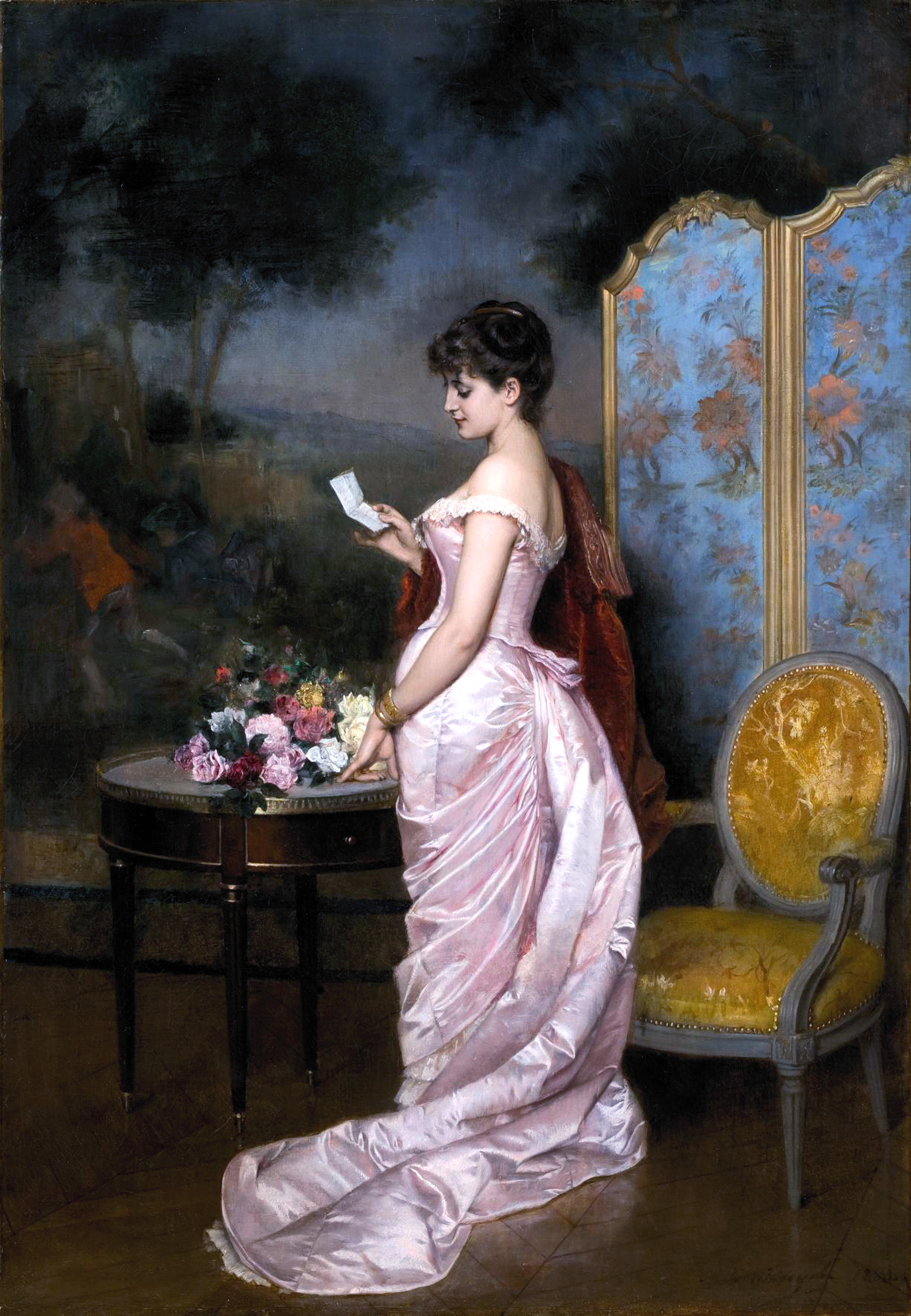
The Love Letter, 1883.
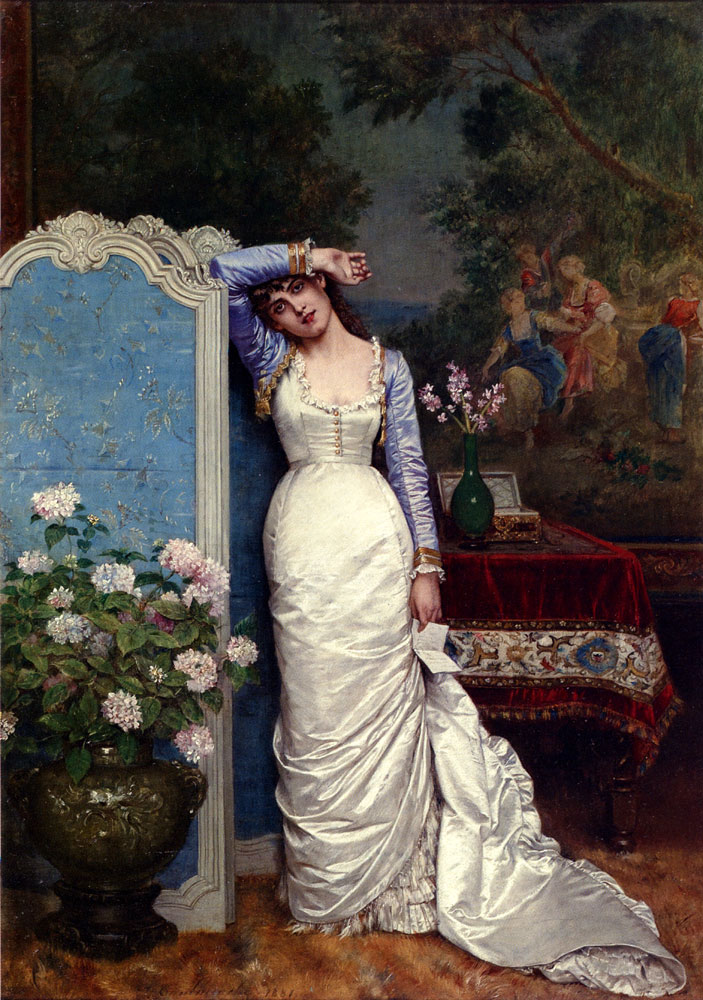
Young Woman in an Interior, circa 1870.
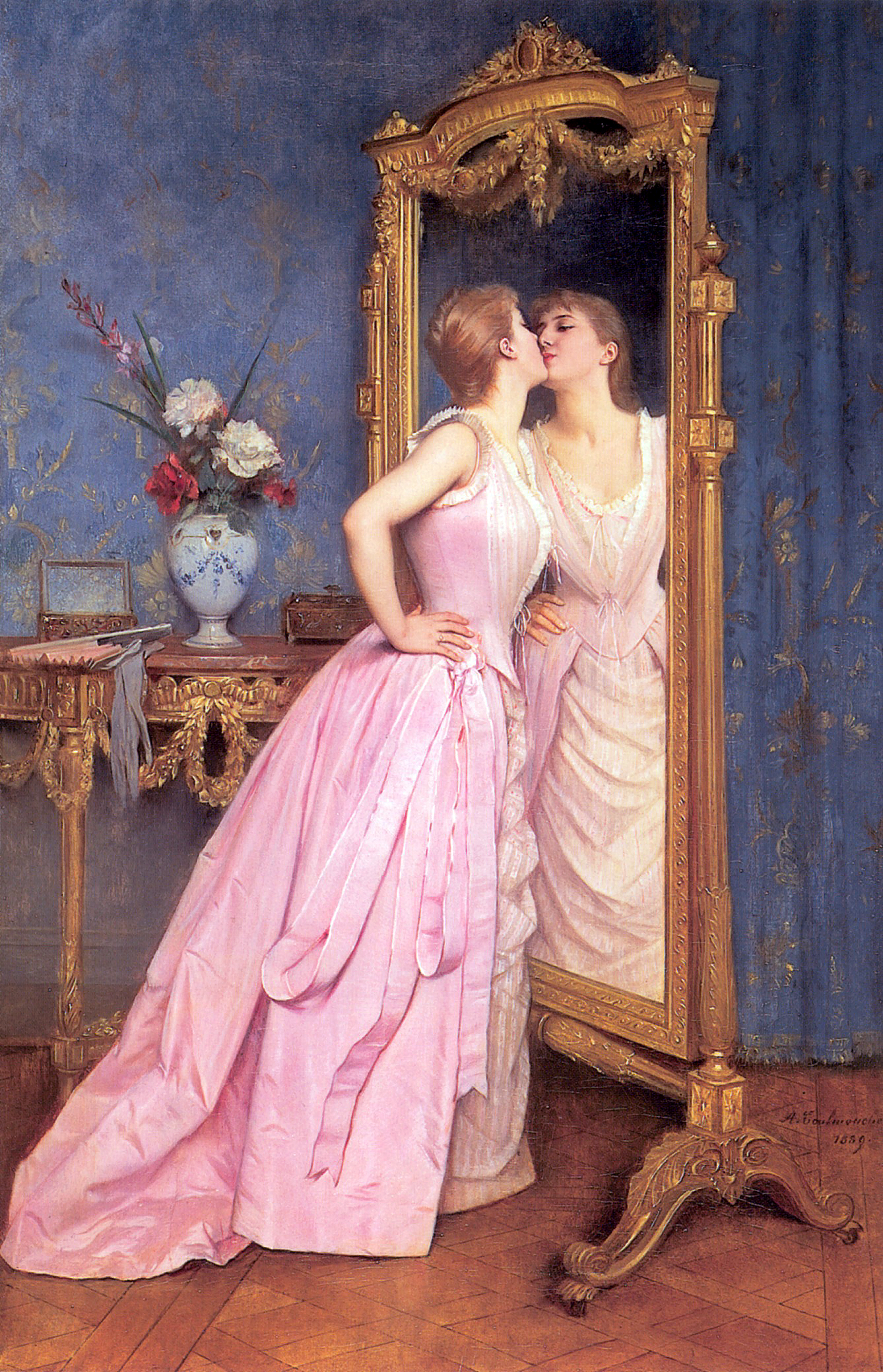
Vanity (circa 1870)
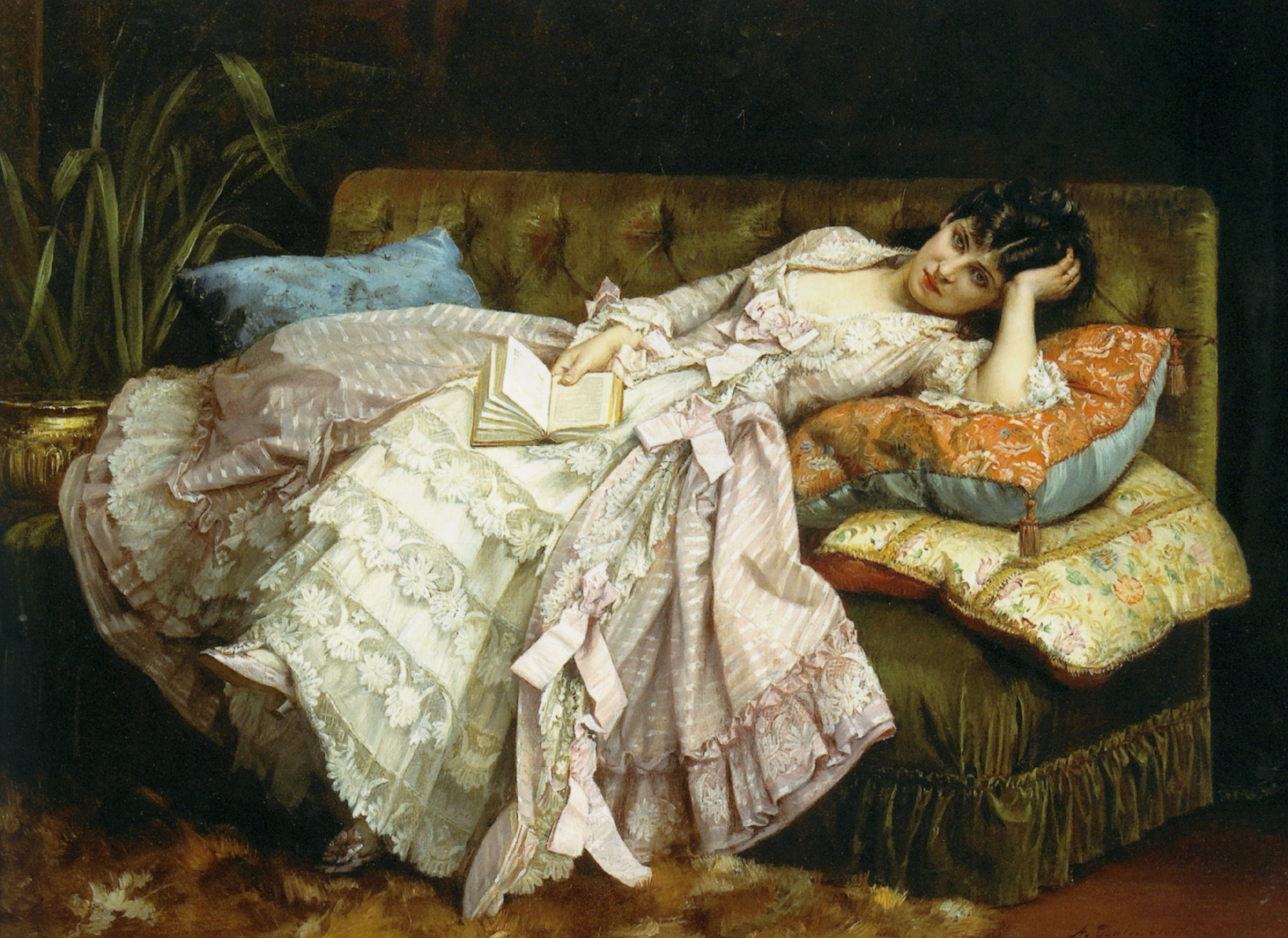
Dolce far niente, 1877.
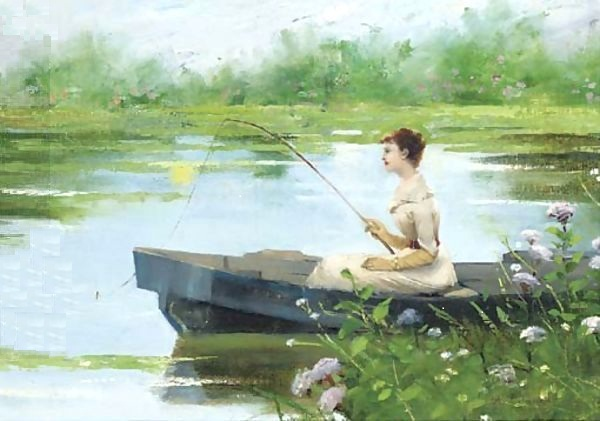
A Tranquil Afternoon
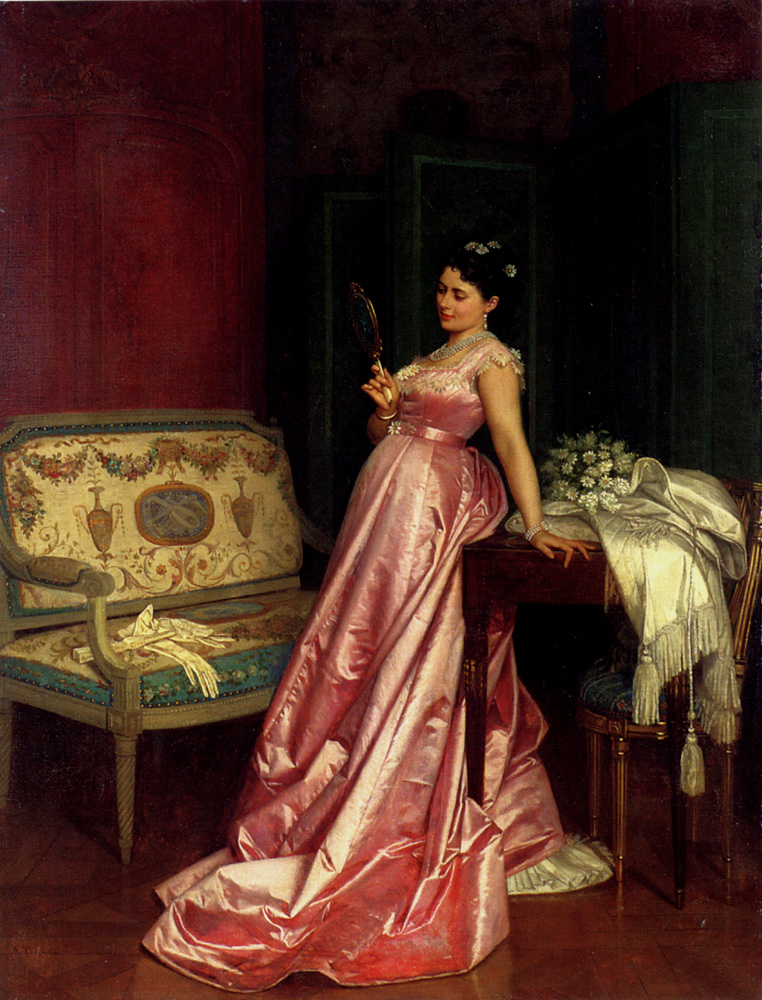
The Admiring Glance, 1868.
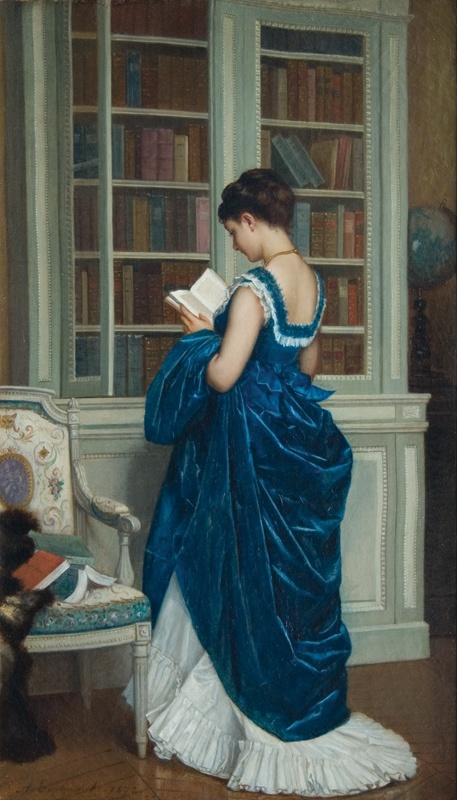
In the Library (Dans la Bibliothèque) (1872).
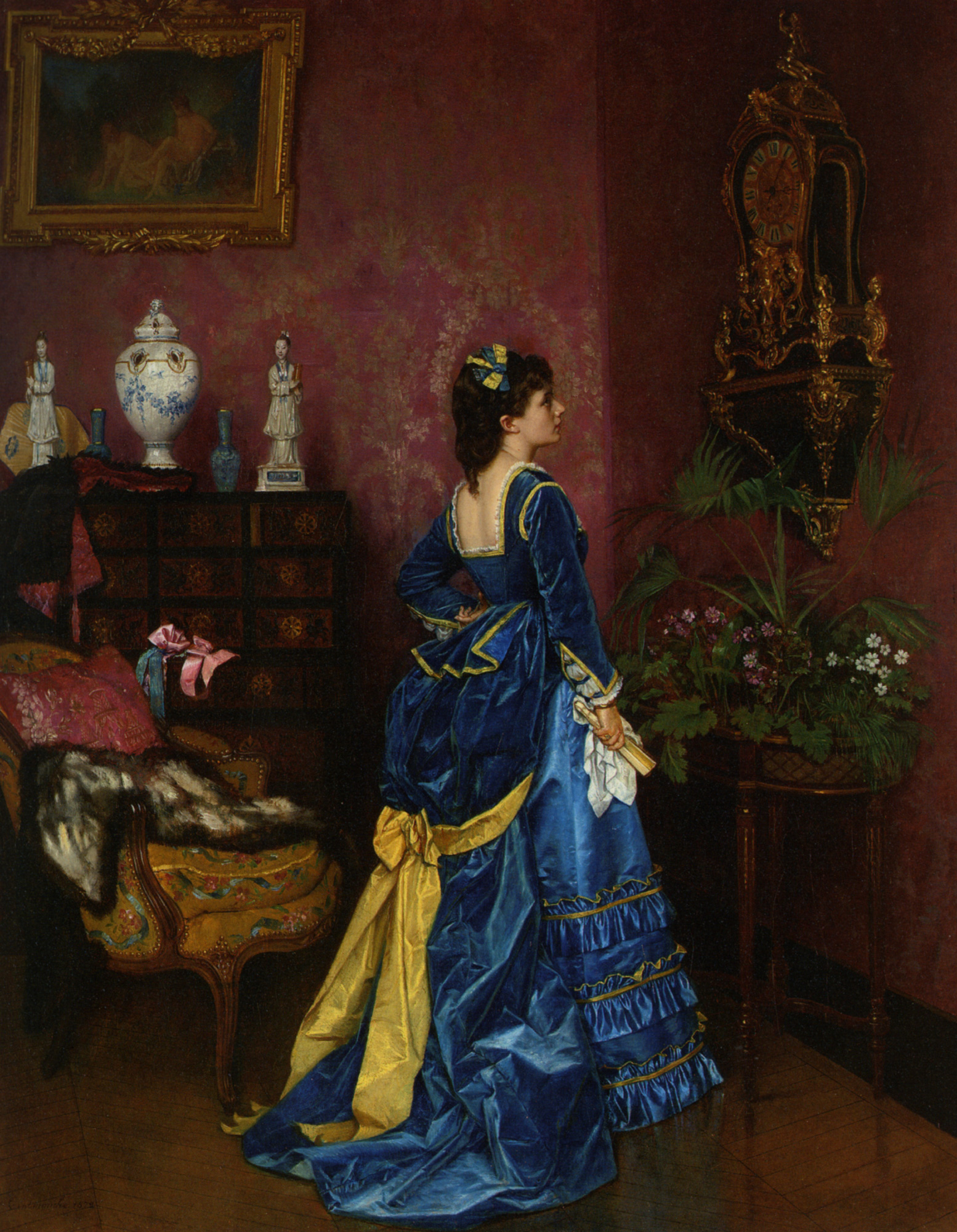
Le robe bleu
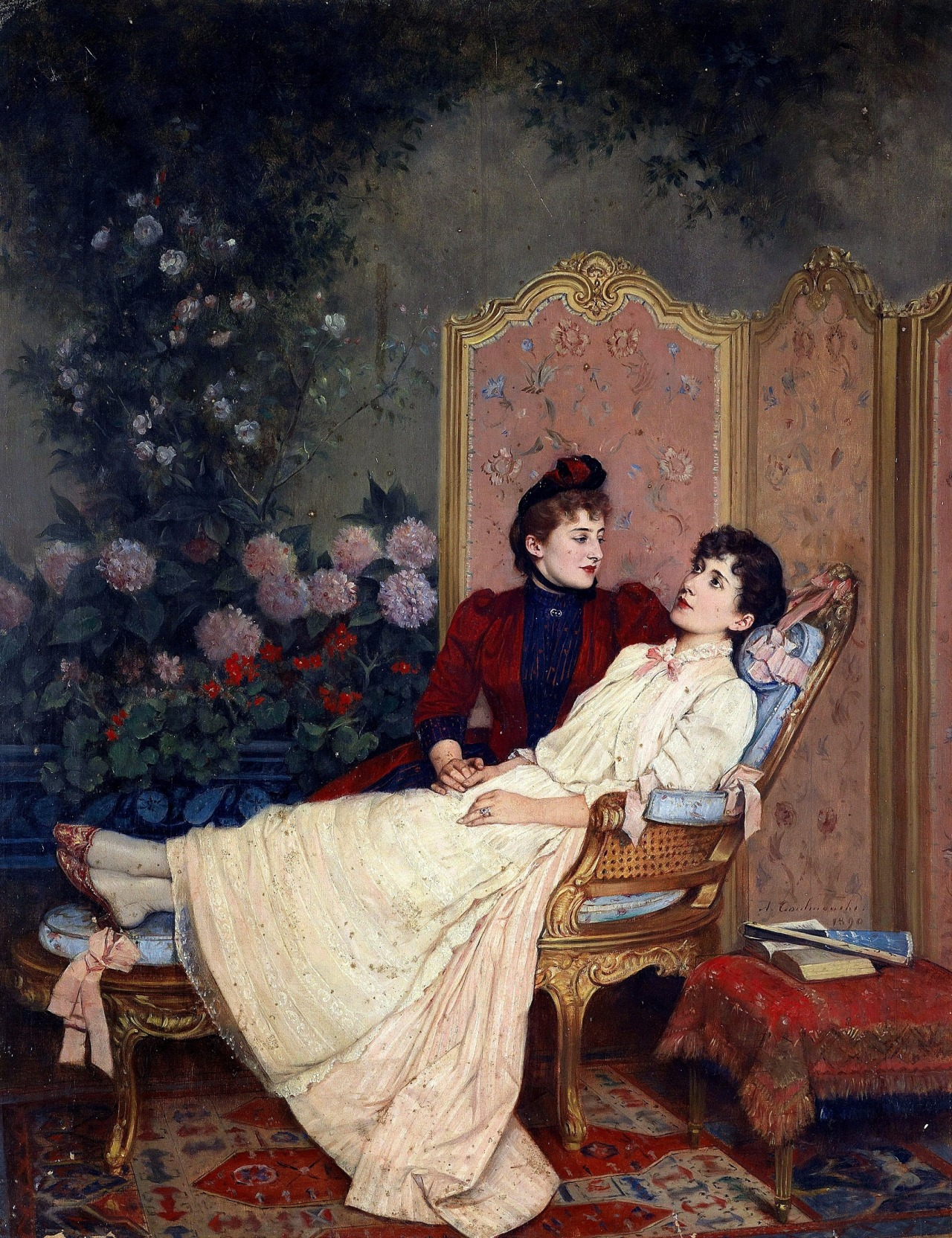
Rêveries
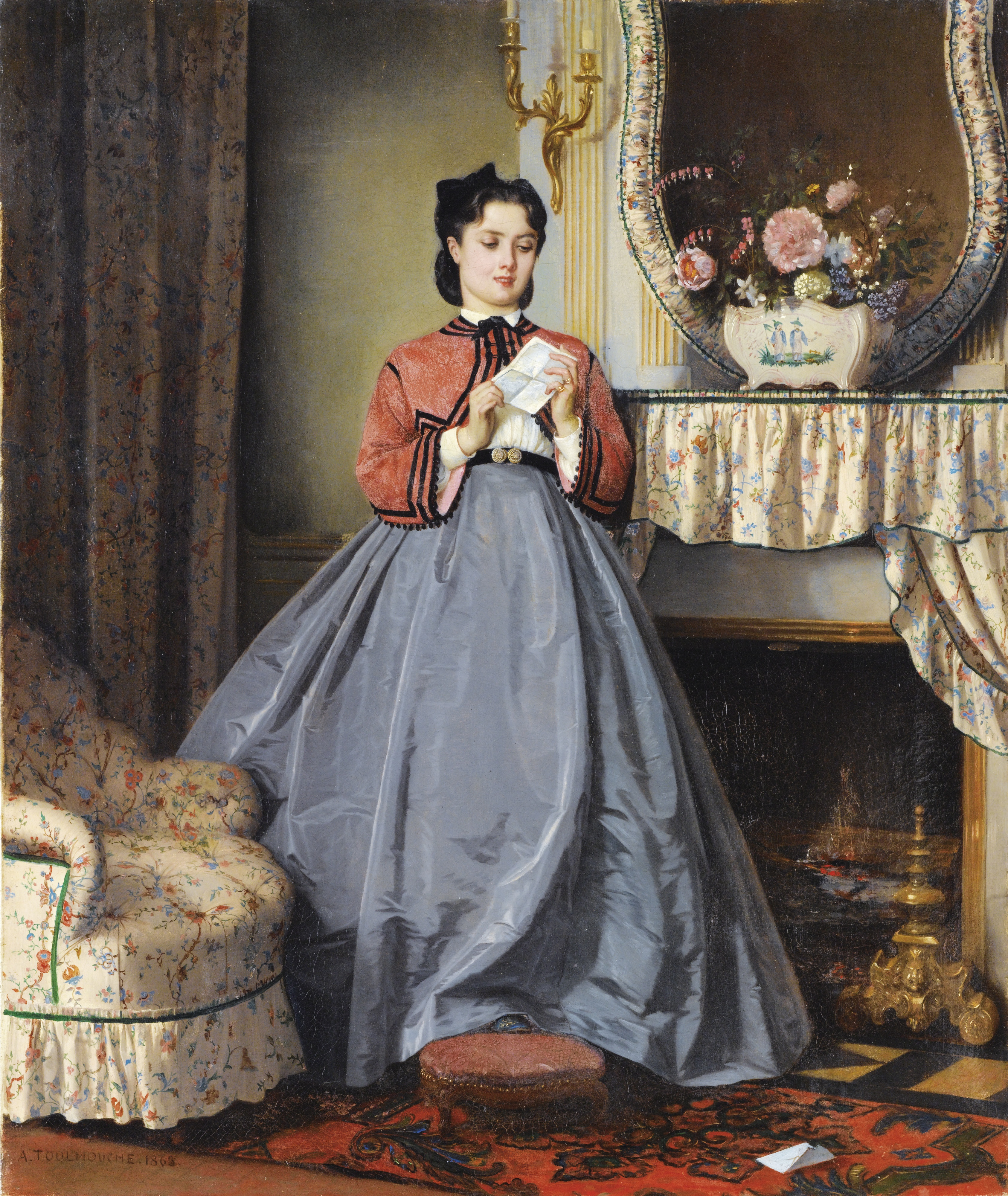
La lettre d'amour, 1863
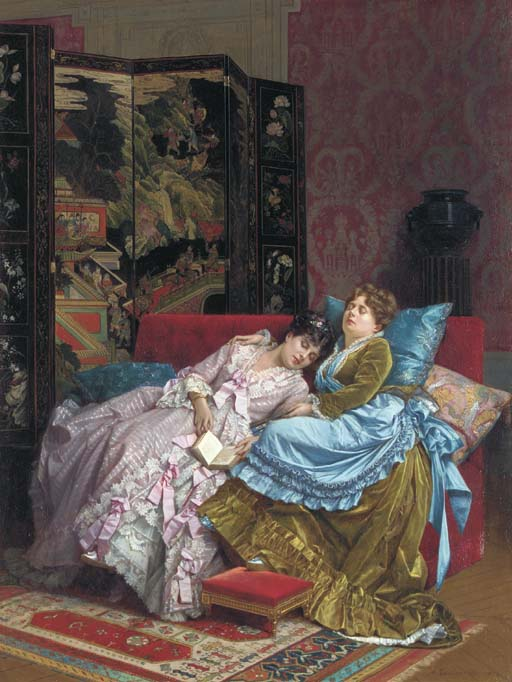
L'Idylle (An Afternoon Idyll), 1874
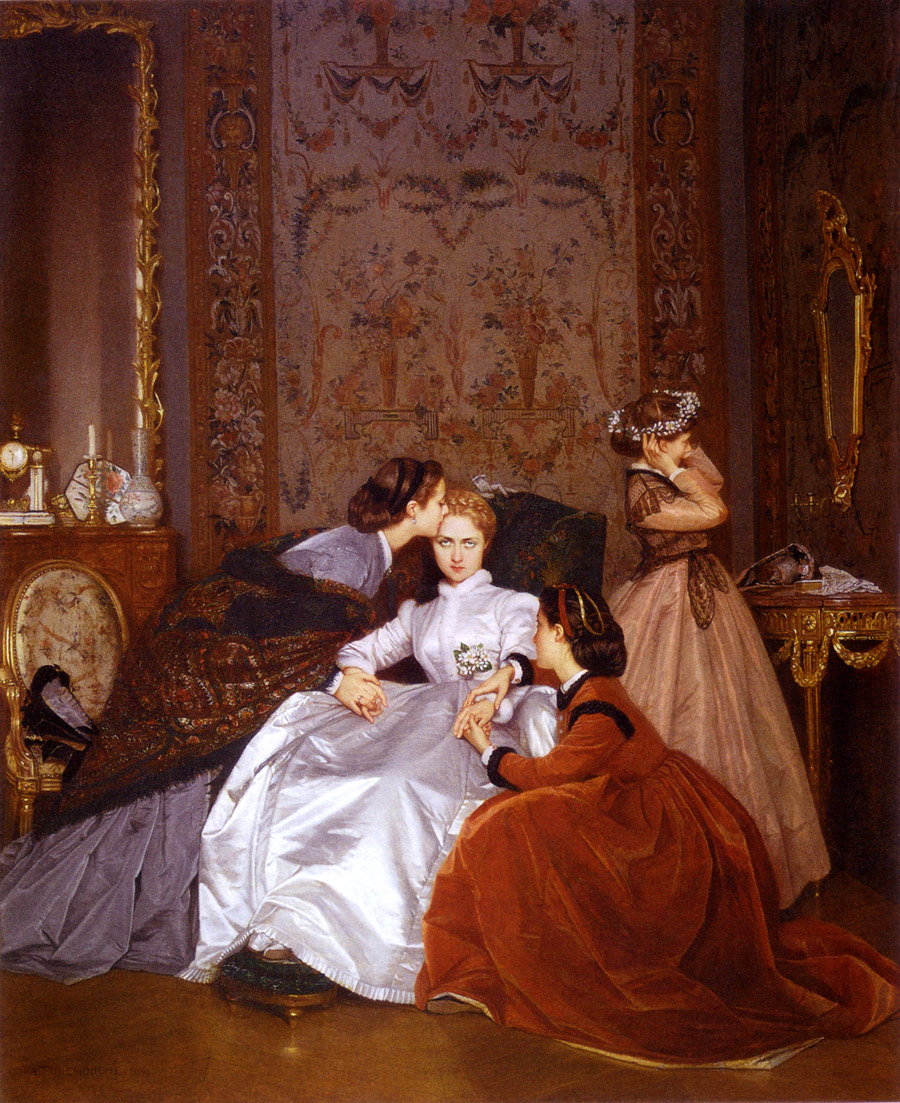
The Reluctant Bride (La Fiancée Hésitante, 1866
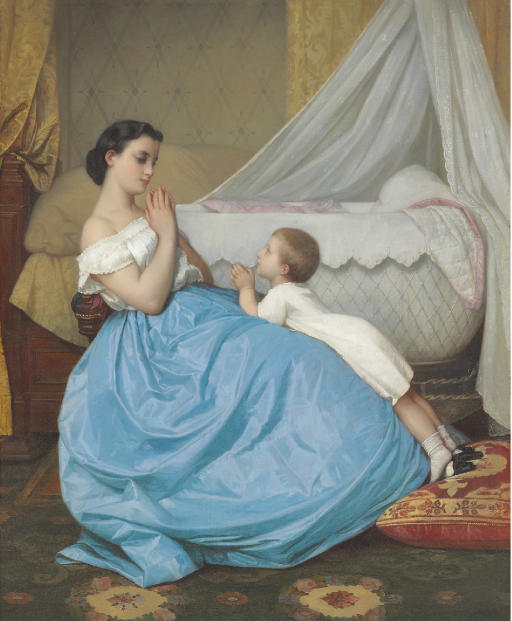
A Bedtime Prayer, 1858